# شون ماكان (عسكري)
شون ماكان (بالإنجليزية: Sean McCann)‏ هو عسكري أيرلندي، ولد في 1950 في كورك في جمهورية أيرلندا.